# Abacetus cuneatus
Abacetus cuneatus là một loài bọ chân chạy thuộc phân họ Pterostichinae. Loài này được Fairmaire mô tả lần đầu năm 1887.